# Дьюри, Гордон
Го́рдон Скотт Дью́ри (англ. Gordon Scott Durie; род. 6 декабря 1965, Пейсли, Ренфрушир, Шотландия) — шотландский футболист, тренер. За свою 20-летнюю карьеру футболиста выступал на позиции нападающего за такие клубы, как шотландские «Ист Файф», «Хиберниан», «Рейнджерс» и «Харт оф Мидлотиан», английские «Челси» и «Тоттенхэм Хотспур».
В составе национальной сборной Шотландии провёл 43 матча, забил семь мячей. Участник чемпионатов Европы 1992 и 1996 годов, мировых первенств 1990 и 1998.
С ноября 2010 года по ноябрь 2012 года Гордон работал ассистентом главного тренера и главным тренером в «Ист Файфе» — своём первом «игровом» клубе. С 2014 по 2015 год Дьюри занимал должность помощника менеджера в глазговском «Рейнджерс».

## Карьера футболиста

### Клубная карьера
Гордон родился 6 декабря 1965 года в шотландском городе Пейсли области Ренфрушир.
Профессиональная карьера Дьюри началась летом 1981 года, когда он подписал свой первый контракт с клубом «Ист Файф». В составе «чёрно-оранжевых» молодой форвард сразу же стал игроком основного состава. В сезоне 1983/84 Гордон своей неплохой игрой помог «Ист Файфу» занять второе место в турнире Второго дивизиона страны и выйти в Первую шотландскую лигу. Осенью 1984 года нападающий перебрался в столицу Шотландии — Эдинбург, где заключил соглашение с «Хибернианом». Наивысшим успехом Гордона в рядах «бело-зелёных» стало достижение его командой финала Кубка лиги в сезоне 1985/86, где однако она уступила «Абердину» со счётом 0:3. 1 мая 1986 года Дьюри стал игроком лондонского «Челси». «Синим» этот трансфер обошёлся в 400 тысяч фунтов стерлингов. В тот период лондонцы переживали нелучшие времена — по итогам футбольного года 1987/88 команда покинула Высший дивизион Англии. Не спасла «Челси» даже отличная игра Дьюри в атаке — шотландский нападающий забил 20 голов, став лучшим бомбардиром клуба в сезоне. Уже через год лондонцы вернулись в элиту английского футбола, уверенно заняв первое место во Второй лиге страны. В том же сезоне Дьюри стал шестым футболистом, кто повторил рекорд клуба по числу забитых мячей в одном матче — 4 февраля он пять раз поразил ворота «Уолсолла». Следующий футбольный год Гордон практически полностью пропустил из-за травмы. Тем не менее, поправившись под конец сезона, он принял участие в победном для «Челси» финальном поединке за право обладания Кубком полноправных членов, в котором «синие» с минимальным счётом 1:0 обыграли «Мидлсбро». Футбольный год 1990/91 стал последним для Дьюри в составе лондонского коллектива — нечасто попадая в состав клуба, форвард смог стать лучшим бомбардиром клуба (наравне с Керри Диксоном), забив 15 мячей. 16 августа 1991 года Гордон пополнил состав другой столичной команды Англии — «Тоттенхэм Хотспур», который заплатил за нападающего 2,2 миллиона фунтов. За «шпор» Дьюри выступал чуть более двух сезонов, проведя за клуб в турнирах Лиги 58 матчей и забив 11 голов. В октябре 1993 года состоялось возвращение нападающего в Шотландию — новым работодателем Гордона стал глазговский «Рейнджерс». На годы, проведённые в составе «джерс», приходится пик клубной карьеры Дьюри — семь лет в футболке этой команды принесли футболисту множество трофеев, таких как шесть званий чемпиона страны, по три звания обладателя Кубка страны и Кубка лиги.
Гордон закончил карьеру игрока после сезона 2000/01, который он провёл, выступая за эдинбургский «Харт оф Мидлотиан».

#### Клубная статистика
| Клуб                         | Сезон                        | Чемпионат | Чемпионат | Кубок | Кубок | Кубок Лиги | Кубок Лиги | Еврокубки | Еврокубки | Итого | Итого |
| Клуб                         | Сезон                        | Игры      | Голы      | Игры  | Голы  | Игры       | Голы       | Игры      | Голы      | Игры  | Голы  |
| ---------------------------- | ---------------------------- | --------- | --------- | ----- | ----- | ---------- | ---------- | --------- | --------- | ----- | ----- |
| Ист Файф                     | 1981/82                      | 13        | 1         | —     | —     | —          | —          | —         | —         | 13    | 1     |
| Ист Файф                     | 1982/83                      | 25        | 2         | —     | —     | —          | —          | —         | —         | 25    | 2     |
| Ист Файф                     | 1983/84                      | 34        | 16        | —     | —     | —          | —          | —         | —         | 34    | 16    |
| Ист Файф                     | 1984/85                      | 32        | 7         | —     | —     | —          | —          | —         | —         | 32    | 7     |
| Всего за «Ист Файф»          | Всего за «Ист Файф»          | 104       | 26        | 0     | 0     | 0          | 0          | 0         | 0         | 104   | 26    |
| Хиберниан                    | 1984/85                      | 22        | 8         | 1     | 0     | —          | —          | —         | —         | 23    | 8     |
| Хиберниан                    | 1985/86                      | 25        | 6         | 4     | 0     | 6          | 8          | —         | —         | 35    | 14    |
| Всего за «Хиберниан»         | Всего за «Хиберниан»         | 47        | 14        | 5     | 0     | 6          | 8          | 0         | 0         | 58    | 22    |
| Челси                        | 1985/86                      | 1         | 0         | —     | —     | —          | —          | —         | —         | 1     | 0     |
| Челси                        | 1986/87                      | 25        | 5         | 3     | 1     | —          | —          | —         | —         | 28    | 6     |
| Челси                        | 1987/88                      | 26        | 12        | 1     | 0     | 2          | 4          | —         | —         | 29    | 16    |
| Челси                        | 1988/89                      | 32        | 17        | 1     | 0     | 1          | 0          | —         | —         | 34    | 17    |
| Челси                        | 1989/90                      | 15        | 5         | 1     | 0     | —          | —          | —         | —         | 16    | 5     |
| Челси                        | 1990/91                      | 24        | 12        | —     | —     | 8          | 3          | —         | —         | 32    | 15    |
| Всего за «Челси»             | Всего за «Челси»             | 123       | 51        | 6     | 1     | 11         | 7          | 0         | 0         | 140   | 59    |
| Тоттенхэм Хотспур            | 1991/92                      | 31        | 7         | 1     | 0     | 6          | 2          | 8         | 3         | 46    | 12    |
| Тоттенхэм Хотспур            | 1992/93                      | 17        | 3         | 1     | 0     | 2          | 1          | —         | —         | 20    | 4     |
| Тоттенхэм Хотспур            | 1993/94                      | 10        | 1         | —     | —     | 2          | 0          | —         | —         | 12    | 1     |
| Всего за «Тоттенхэм Хотспур» | Всего за «Тоттенхэм Хотспур» | 58        | 11        | 2     | 0     | 10         | 3          | 8         | 3         | 78    | 17    |
| Рейнджерс                    | 1993/94                      | 24        | 12        | 5     | 1     | —          | —          | —         | —         | 29    | 13    |
| Рейнджерс                    | 1994/95                      | 20        | 5         | 2     | 1     | 1          | 0          | 2         | 0         | 25    | 6     |
| Рейнджерс                    | 1995/96                      | 29        | 17        | 3     | 4     | 2          | 0          | 6         | 2         | 45    | 25    |
| Рейнджерс                    | 1996/97                      | 16        | 5         | 2     | 0     | 2          | 1          | 4         | 0         | 24    | 6     |
| Рейнджерс                    | 1997/98                      | 26        | 4         | 5     | 3     | 2          | 0          | 6         | 3         | 39    | 10    |
| Рейнджерс                    | 1998/99                      | 5         | 0         | —     | —     | 2          | 1          | 6         | 0         | 13    | 1     |
| Рейнджерс                    | 1999/00                      | 7         | 0         | 2     | 0     | 1          | 0          | 1         | 0         | 11    | 0     |
| Всего за «Рейнджерс»         | Всего за «Рейнджерс»         | 127       | 43        | 19    | 9     | 10         | 2          | 25        | 5         | 181   | 59    |
| Харт оф Мидлотиан            | 2000/01                      | 16        | 3         | 2     | 0     | —          | —          | —         | —         | 18    | 3     |
| Всего за «Харт оф Мидлотиан» | Всего за «Харт оф Мидлотиан» | 16        | 3         | 2     | 0     | 0          | 0          | 0         | 0         | 18    | 3     |
| Всего за карьеру             | Всего за карьеру             | 475       | 148       | 34    | 10    | 37         | 20         | 33        | 8         | 579   | 186   |

### Сборная Шотландии
Дебют Дьюри в национальной сборной Шотландии состоялся 11 ноября 1987 года, когда «тартановая армия» в рамках отборочного турнира к чемпионату Европы 1988 года встречалась с Болгарией. 6 сентября следующего года Гордон впервые отличился голом за «горцев», поразив ворота команды Югославии.
В 1990 году Дьюри в составе национальной сборной поехал на чемпионат мира, проходивший в Италии. На этом «мундиале» форвард провёл всего одну игру — против Швеции. В 1992 и 1996 годах Гордон также был в заявке шотландцев на финальные турниры европейских первенств — в этих соревнованиях нападающий принял участие в общей сложности в пяти из шести матчах команды. Чемпионат мира 1998 года стал последним крупным международным форумом для Дьюри — проведя все три поединка сборной на турнире 32-летний форвард заявил о завершении своей карьеры в национальной сборной.
Всего за 11 лет в составе «тартановой армии» Гордон сыграл 43 матча, забил семь голов.

#### Матчи и голы за сборную Шотландии
| Матчи и голы Дьюри за сборную Шотландии | Матчи и голы Дьюри за сборную Шотландии | Матчи и голы Дьюри за сборную Шотландии     | Матчи и голы Дьюри за сборную Шотландии | Матчи и голы Дьюри за сборную Шотландии | Матчи и голы Дьюри за сборную Шотландии | Матчи и голы Дьюри за сборную Шотландии                           |
| --------------------------------------- | --------------------------------------- | ------------------------------------------- | --------------------------------------- | --------------------------------------- | --------------------------------------- | ----------------------------------------------------------------- |
| №                                       | Дата                                    | Место                                       | Оппонент                                | Счёт                                    | Голы Дьюри                              | Соревнование                                                      |
| 1                                       | 11 ноября 1987                          | «Васил Левски», София, Болгария             | Болгария                                | 1:0                                     | —                                       | Отборочный матч чемпионата Европы по футболу 1988                 |
| 2                                       | 22 декабря 1988                         | «Ренато Кури», Перуджа, Италия              | Италия                                  | 0:2                                     | —                                       | Товарищеский матч                                                 |
| 3                                       | 26 апреля 1989                          | «Хэмпден Парк», Глазго, Шотландия           | Кипр                                    | 2:1                                     | —                                       | Отборочный матч чемпионата мира по футболу 1990                   |
| 4                                       | 6 сентября 1989                         | «Максимир», Загреб, Югославия               | Югославия                               | 1:3                                     | 1                                       | Отборочный матч чемпионата мира по футболу 1990                   |
| 5                                       | 25 апреля 1990                          | «Хэмпден Парк», Глазго, Шотландия           | ГДР                                     | 0:1                                     | —                                       | Товарищеский матч                                                 |
| 6                                       | 16 мая 1990                             | «Питтодри», Абердин, Шотландия              | Египет                                  | 1:3                                     | —                                       | Товарищеский матч                                                 |
| 7                                       | 16 июня 1990                            | «Луиджи Феррарис», Генуя, Италия            | Швеция                                  | 2:1                                     | —                                       | Чемпионат мира по футболу 1990 (финальные игры, групповой этап)   |
| 8                                       | 17 октября 1990                         | «Хэмпден Парк», Глазго, Шотландия           | Швейцария                               | 2:1                                     | —                                       | Отборочный матч чемпионата Европы по футболу 1992                 |
| 9                                       | 14 ноября 1990                          | «Васил Левски», София, Болгария             | Болгария                                | 1:1                                     | —                                       | Отборочный матч чемпионата Европы по футболу 1992                 |
| 10                                      | 6 февраля 1991                          | «Айброкс», Глазго, Шотландия                | СССР                                    | 0:1                                     | —                                       | Товарищеский матч                                                 |
| 11                                      | 27 марта 1991                           | «Хэмпден Парк», Глазго, Шотландия           | Болгария                                | 1:1                                     | —                                       | Отборочный матч чемпионата Европы по футболу 1992                 |
| 12                                      | 1 мая 1991                              | Олимпийский стадион, Серравалле, Сан-Марино | Сан-Марино                              | 2:0                                     | 1                                       | Отборочный матч чемпионата Европы по футболу 1992                 |
| 13                                      | 11 сентября 1991                        | «Ванкдорф», Берн, Швейцария                 | Швейцария                               | 2:2                                     | 1                                       | Отборочный матч чемпионата Европы по футболу 1992                 |
| 14                                      | 16 октября 1991                         | «Стяуа», Бухарест, Румыния                  | Румыния                                 | 0:1                                     | —                                       | Отборочный матч чемпионата Европы по футболу 1992                 |
| 15                                      | 13 ноября 1991                          | «Хэмпден Парк», Глазго, Шотландия           | Сан-Марино                              | 4:0                                     | 1                                       | Отборочный матч чемпионата Европы по футболу 1992                 |
| 16                                      | 19 февраля 1992                         | «Хэмпден Парк», Глазго, Шотландия           | Северная Ирландия                       | 1:0                                     | —                                       | Товарищеский матч                                                 |
| 17                                      | 25 марта 1992                           | «Хэмпден Парк», Глазго, Шотландия           | Финляндия                               | 1:1                                     | —                                       | Товарищеский матч                                                 |
| 18                                      | 20 мая 1992                             | «Вэрсити», Торонто, Канада                  | Канада                                  | 3:1                                     | —                                       | Товарищеский матч                                                 |
| 19                                      | 3 июня 1992                             | «Уллевол», Осло, Норвегия                   | Норвегия                                | 0:0                                     | —                                       | Товарищеский матч                                                 |
| 20                                      | 12 июня 1992                            | «Уллеви», Гётеборг, Швеция                  | Нидерланды                              | 0:1                                     | —                                       | Чемпионат Европы по футболу 1992 (финальные игры, групповой этап) |
| 21                                      | 15 июня 1992                            | «Идроттспаркен», Норрчёпинг, Швеция         | Германия                                | 0:2                                     | —                                       | Чемпионат Европы по футболу 1992 (финальные игры, групповой этап) |
| 22                                      | 9 сентября 1992                         | «Ванкдорф», Берн, Швейцария                 | Швейцария                               | 1:3                                     | —                                       | Отборочный матч чемпионата мира по футболу 1994                   |
| 23                                      | 18 ноября 1992                          | «Айброкс», Глазго, Шотландия                | Италия                                  | 0:0                                     | —                                       | Отборочный матч чемпионата мира по футболу 1994                   |
| 24                                      | 8 сентября 1993                         | «Питтодри», Абердин, Шотландия              | Швейцария                               | 1:1                                     | —                                       | Отборочный матч чемпионата мира по футболу 1994                   |
| 25                                      | 13 октября 1993                         | Олимпийский стадион, Рим, Италия            | Италия                                  | 1:3                                     | —                                       | Отборочный матч чемпионата мира по футболу 1994                   |
| 26                                      | 23 марта 1994                           | «Хэмпден Парк», Глазго, Шотландия           | Нидерланды                              | 0:1                                     | —                                       | Товарищеский матч                                                 |
| 27                                      | 27 мая 1994                             | «Галгенваард», Утрехт, Голландия            | Нидерланды                              | 1:3                                     | —                                       | Товарищеский матч                                                 |
| 28                                      | 26 мая 1996                             | «Уиллоу Брук Парк», Нью-Бритен, США         | США                                     | 1:2                                     | 1                                       | Товарищеский матч                                                 |
| 29                                      | 10 июня 1996                            | «Вилла Парк», Бирмингем, Англия             | Нидерланды                              | 0:0                                     | —                                       | Чемпионат Европы по футболу 1996 (финальные игры, групповой этап) |
| 30                                      | 15 июня 1996                            | «Уэмбли», Лондон, Англия                    | Англия                                  | 0:2                                     | —                                       | Чемпионат Европы по футболу 1996 (финальные игры, групповой этап) |
| 31                                      | 18 июня 1996                            | «Вилла Парк», Бирмингем, Англия             | Швейцария                               | 1:0                                     | —                                       | Чемпионат Европы по футболу 1996 (финальные игры, групповой этап) |
| 32                                      | 31 августа 1996                         | «Эрнст Хаппель», Вена, Австрия              | Австрия                                 | 0:0                                     | —                                       | Отборочный матч чемпионата мира по футболу 1998                   |
| 33                                      | 30 апреля 1997                          | «Уллеви», Гётеборг, Швеция                  | Швеция                                  | 1:2                                     | —                                       | Отборочный матч чемпионата мира по футболу 1998                   |
| 34                                      | 1 июня 1997                             | Национальный стадион, Та'Кали, Мальта       | Мальта                                  | 3:2                                     | —                                       | Товарищеский матч                                                 |
| 35                                      | 8 июня 1997                             | «Динамо», Минск, Беларусь                   | Беларусь                                | 1:0                                     | —                                       | Отборочный матч чемпионата мира по футболу 1998                   |
| 36                                      | 7 сентября 1997                         | «Питтодри», Абердин, Шотландия              | Беларусь                                | 4:1                                     | —                                       | Отборочный матч чемпионата мира по футболу 1998                   |
| 37                                      | 11 октября 1997                         | «Селтик Парк», Глазго, Шотландия            | Латвия                                  | 2:0                                     | 1                                       | Отборочный матч чемпионата мира по футболу 1998                   |
| 38                                      | 12 ноября 1997                          | «Жеффруа Гишар», Сент-Этьен, Франция        | Франция                                 | 1:2                                     | 1                                       | Товарищеский матч                                                 |
| 39                                      | 22 апреля 1998                          | «Истер Роуд», Эдинбург, Шотландия           | Финляндия                               | 1:1                                     | —                                       | Товарищеский матч                                                 |
| 40                                      | 23 мая 1998                             | «Джайентс», Нью-Йорк, США                   | Колумбия                                | 2:2                                     | —                                       | Товарищеский матч                                                 |
| 41                                      | 10 июня 1998                            | «Стад де Франс», Париж, Франция             | Бразилия                                | 1:2                                     | —                                       | Чемпионат мира по футболу 1998 (финальные игры, групповой этап)   |
| 42                                      | 16 июня 1998                            | «Стад де Парк Лескюр», Бордо, Франция       | Норвегия                                | 1:1                                     | —                                       | Чемпионат мира по футболу 1998 (финальные игры, групповой этап)   |
| 43                                      | 23 июня 1998                            | «Жеффруа Гишар», Сент-Этьен, Франция        | Марокко                                 | 0:3                                     | —                                       | Чемпионат мира по футболу 1998 (финальные игры, групповой этап)   |

Итого: 43 матча / 7 голов; 13 побед, 12 ничьих, 18 поражений.

#### Сводная статистика игр/голов за сборную
| Сборная          | Год              | Отборочные матчи ЧМ | Отборочные матчи ЧМ | Финальные матчи ЧМ | Финальные матчи ЧМ | Отборочные матчи ЧЕ | Отборочные матчи ЧЕ | Финальные матчи ЧЕ | Финальные матчи ЧЕ | Товарищеские матчи | Товарищеские матчи | Итого | Итого |
| Сборная          | Год              | Игры                | Голы                | Игры               | Голы               | Игры                | Голы                | Игры               | Голы               | Игры               | Голы               | Игры  | Голы  |
| ---------------- | ---------------- | ------------------- | ------------------- | ------------------ | ------------------ | ------------------- | ------------------- | ------------------ | ------------------ | ------------------ | ------------------ | ----- | ----- |
| Шотландия        | 1987             | —                   | —                   | —                  | —                  | 1                   | 0                   | —                  | —                  | —                  | —                  | 1     | 0     |
| Шотландия        | 1988             | —                   | —                   | —                  | —                  | —                   | —                   | —                  | —                  | 1                  | 0                  | 1     | 0     |
| Шотландия        | 1989             | 2                   | 1                   | —                  | —                  | —                   | —                   | —                  | —                  | —                  | —                  | 2     | 1     |
| Шотландия        | 1990             | —                   | —                   | 1                  | 0                  | 2                   | 0                   | —                  | —                  | 2                  | 0                  | 5     | 0     |
| Шотландия        | 1991             | —                   | —                   | —                  | —                  | 5                   | 3                   | —                  | —                  | 1                  | 0                  | 6     | 3     |
| Шотландия        | 1992             | 2                   | 0                   | —                  | —                  | —                   | —                   | 2                  | 0                  | 4                  | 0                  | 8     | 0     |
| Шотландия        | 1993             | 2                   | —                   | —                  | —                  | —                   | —                   | —                  | —                  | —                  | —                  | 2     | 0     |
| Шотландия        | 1994             | —                   | —                   | —                  | —                  | —                   | —                   | —                  | —                  | 2                  | 0                  | 2     | 0     |
| Шотландия        | 1996             | 1                   | 0                   | —                  | —                  | —                   | —                   | 3                  | 0                  | 1                  | 1                  | 5     | 1     |
| Шотландия        | 1997             | 4                   | 1                   | —                  | —                  | —                   | —                   | —                  | —                  | 2                  | 1                  | 6     | 2     |
| Шотландия        | 1998             | —                   | —                   | 3                  | 0                  | —                   | —                   | —                  | —                  | 2                  | 0                  | 5     | 0     |
| Всего за карьеру | Всего за карьеру | 11                  | 2                   | 4                  | 0                  | 8                   | 3                   | 5                  | 0                  | 15                 | 2                  | 43    | 7     |

### Достижения
«Хиберниан»
- Финалист Кубка шотландской лиги: 1985/86

«Челси»
- Обладатель Кубка полноправных членов: 1989/90
- Победитель Второго дивизиона Англии: 1988/89

«Рейнджерс»
- Чемпион Шотландии (6): 1993/94, 1994/95, 1995/96, 1996/97, 1998/99, 1999/00
- Обладатель Кубка Шотландии (3): 1995/96, 1998/99, 1999/00
- Обладатель Кубка шотландской лиги (3): 1993/94, 1996/97, 1998/99
- Финалист Кубка Шотландии (2): 1993/94, 1997/98

## Тренерская карьера
С ноября 2010 года Гордон работал на должности ассистента главного тренера в своём первом «игровом» клубе — «Ист Файфе». В 2012 году Дьюри был менеджером файфской команды. С декабря 2014 по июль 2015 года Гордон являлся помощником главного тренера глазговского «Рейнджерс».

## Личная жизнь
В Шотландии Дьюри носит забавное прозвище «Jukebox», после того, как он поучаствовал в телепрограмме «Jukebox Jury».

Выступая за «Рейнджерс», Гордон часто становился объектом шуток и проделок со стороны своих одноклубников — неутомимых весельчаков Алли Маккойста и Пола Гаскойна. Слова Маккойста: 
У Пола была невероятно богатая фантазия по части различных розыгрышей над беднягой Гордоном Дьюри. Налить клею в бутсы Дью — это еще полдела. Был, например, вот такой случай: как то мы с Газзой были освобождены от тренировки. Вся команда отправилась на поле, а мы — в ближайшую рыбную лавку, где купили парочку огромных лососей. Вытащив из кармана Дьюри ключи от его новенькой «Хонды», мы спрятали рыбок под сиденьями его авто. Все закончилось тем, что Гордон вынужден был выбросить на свалку свою ненаглядную, но ужасно провонявшую тачку.
Сын Дьюри, Скотт, также является профессиональным футболистом. Спортивное образование он получил в Академии глазговского «Рейнджерс», ныне выступает за «Ист Файф».
В феврале 2006 года Дьюри и двое его друзей были осуждены и оштрафованы на 100 фунтов каждый за нарушение общественного порядка. Дьюри обвинялся в том, что осенью 2004 года на железнодорожной станции «Вокзал Эдинбург-Уэверли» он вместе с приятелями повздорил с одним из работников железной дороги, после чего ссора переросла в драку, которая была прервана лишь вмешавшимися полицейскими.